# Xyphon flaviceps
Xyphon flaviceps är en insektsart som först beskrevs av Riley 1880.  Xyphon flaviceps ingår i släktet Xyphon och familjen dvärgstritar. Inga underarter finns listade i Catalogue of Life.